# Dio fluviale
Dio Fluviale ali Rečni Bog je Michelangelov kiparski model iz lesa, gline, lana in volne (dolžina 180 cm), katerega nastanek je mogoče datirati približno v leto 1524 in je bil do leta 2017 shranjen v Casa Buonarroti v Firencah, preden se je vrnil na Akademijo za oblikovanje, ki je lastnica. Je edini znani Michelangelov model v naravni velikosti in naj bi predstavljal enega od nikoli izklesanih rečnih bogov, ki naj bi krasil prostor ob vznožju sarkofagov Medičejcev v Novi zakristiji v cerkvi sv. Lovrenca v Firencah.

## Zgodovina
Funkcija trupa zagotovo ni dokumentirana, vendar je dejstvo, ki ga kritiki zdaj sprejemajo, da je model za enega od spremljevalnih kipov, ki bi jih nekoč naredil za grobnico Medičejcev (kot je Čepeči mladenič), zlasti za figuro, ki namiguje na oblast nad kopnim in vodo, ki naj bi bila postavljena ob vznožju groba Lorenza de' Medicija, vojvode Urbina, na desni; risba za kip njegove sestre je v Britanskem muzeju v Londonu.
Ti modeli so ostali v Novi zakristiji po Michelangelovem odhodu v Rim leta 1534: tu jih je proti sredini stoletja videl Anton Francesco Doni, ki je v odlomku svoje skladbe I Marmi napisal dialog, v katerem sogovornik vpraša: »Kakšni neverjetni osnutki so tukaj tako pri tleh?« »Morali sta biti dve marmorni figuri, ki ju je hotel narediti Michelagelo.«
Kasneje je ta model končal v zbirkah Cosima I., vendar zanemarimo konec drugega, morda zapravljenega zaradi efemernega materiala. Vojvoda ga je dal Bartolomeu Ammannatiju, ta pa ga je 20. aprila 1583 podaril Akademiji za risarsko umetnost (Accademia delle arti del disegno), katere član je bil in ki jo še vedno ima v lasti. Leta 1590 je bila prva obnovitev dela.
Ponovno je bil odkrit šele leta 1906 po zaslugi študij Adolfa Gottschewskega in Adolfa Hildebranda: tistega leta je bil deponiran v Galleria dell'Accademia, kjer je bil razstavljen, v bližini Davida in drugih Michelangelovih del, do leta 1965. Ob tej priložnosti je po obsežni korespondenci ob praznovanju Michelangelovega leta 1964 Akademija za risarsko umetnost na zahtevo Charlesa de Tolnaya podelila hrambo dela v muzeju Casa Buonarroti, tako da bi dokončali prestižno serijo Michelangelovih  modelov 
Atribucija je bila v preteklosti vprašljiva, nanašala se je na primer na Ammannatija, kasneje pa je bila potrjena z dokumentacijo, pa tudi z ikonografskimi navedbami na slikah in različnih risbah iz 16. stoletja. Iz proučevanja teh virov pa najdemo vsaj tri različice.
Ob razstavi Cinquecento a Firenze v Palazzo Strozzi so kip očistili in obnovili, nato pa odločili, da ga premestijo v prostore Akademije za risarsko umetnost v Palazzo dell'Arte dei Beccai, kjer poteka zahtevna namestitev, ki naj bi se odprla do konca leta 2020.

## Opis
Uporaba modelov v naravni velikosti je za Michelangela zelo redka, v primeru Nove zakristije pa jo je naročnik, papež Klemen VII., izrecno zahteval, da bi vsaj pri projektih pospešil zaključek kiparskega kompleksa, in lahko lažje prenese, čeprav le delno, izvedbo na druge. Kljub tem pomislekom so personifikacije ostale vedno in samo v fazi načrtovanja, nikoli pa se niso konkretizirale.
Rečni bog je upodobljen napol razširjen, tako kot v antični ikonografiji in nima glave in rok; noge so tudi popačene: levo stopalo in desno od kolena navzdol. Delno razmaknjene noge spominjajo na klasične primere, kot je Barberinijev Favn.